# Maruyama Ōkyo

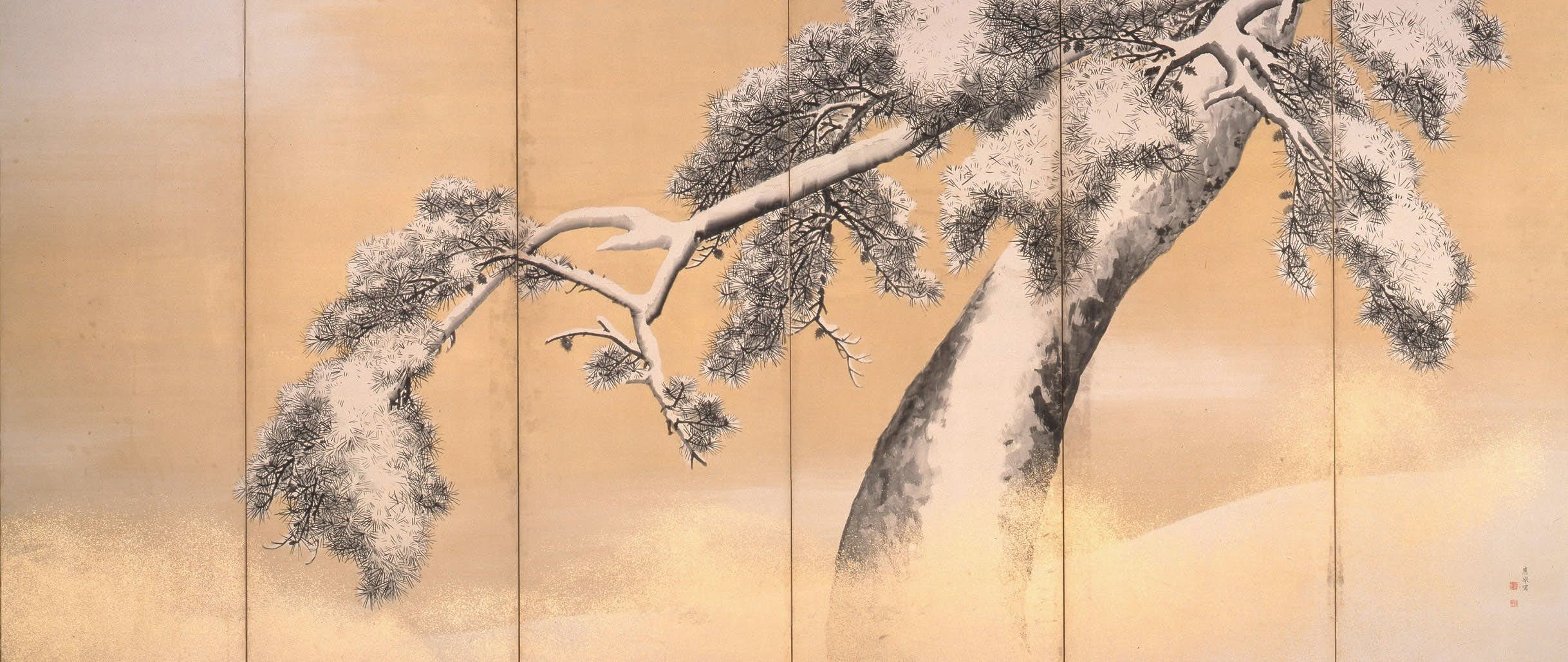
Schnee auf Kiefern, rechter Stellschirm (Tenmei-Zeit, 1781–89)

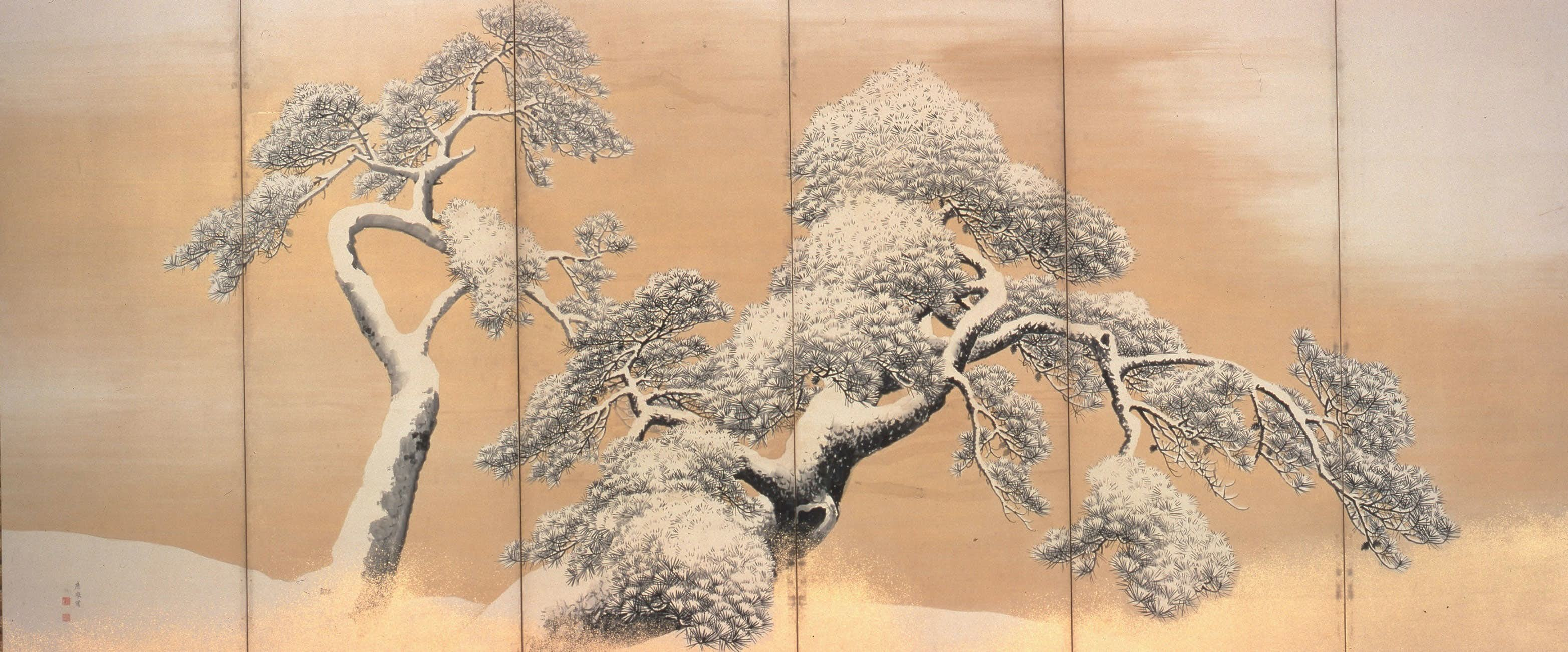
Schnee auf Kiefern, linker Stellschirm (Tenmei-Zeit, 1781–89)

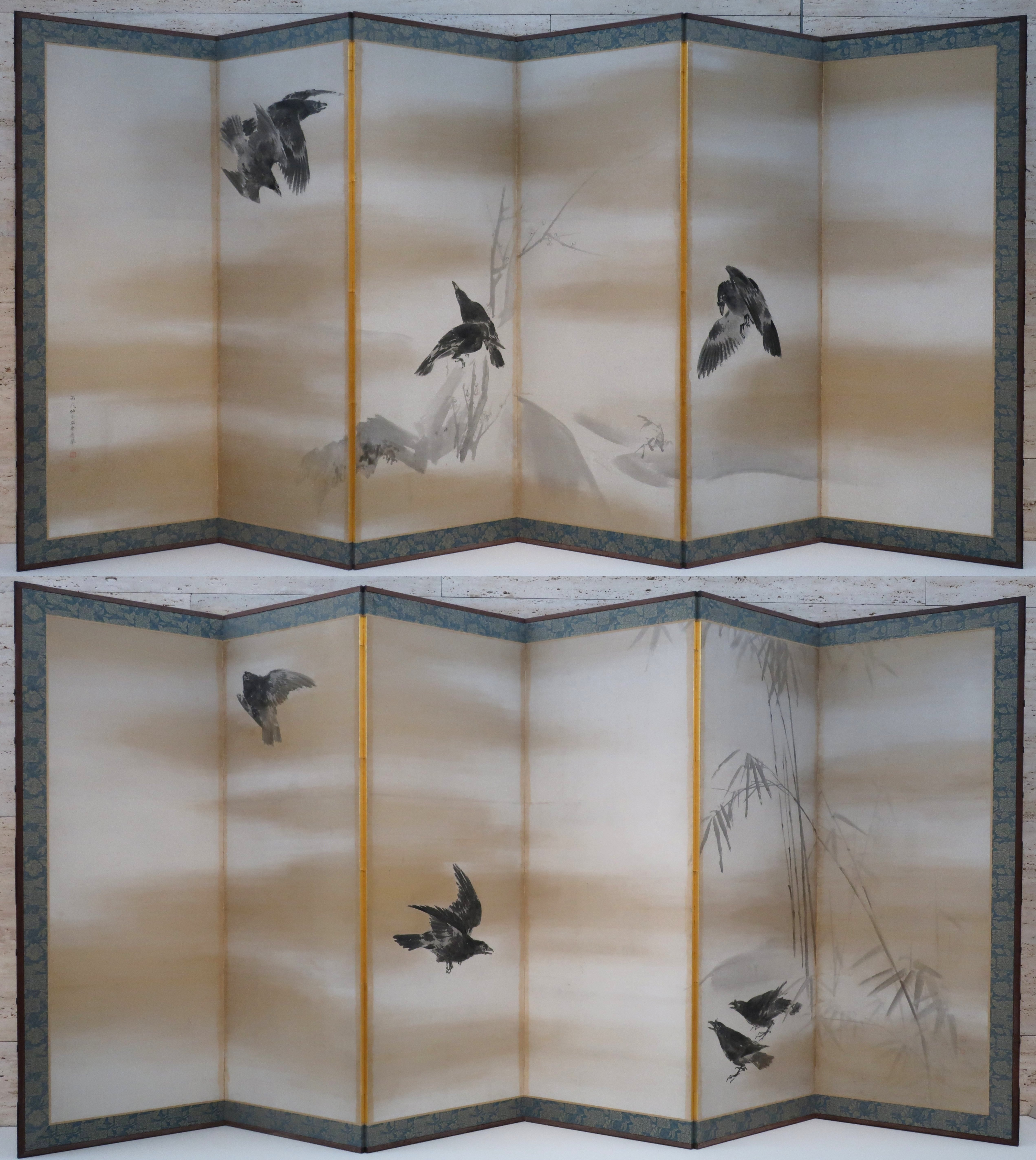
Krähen

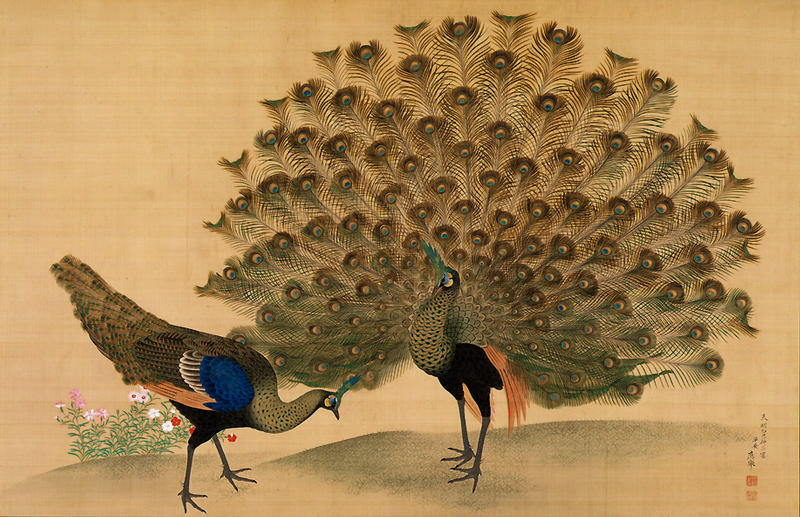
Pfauenpaar

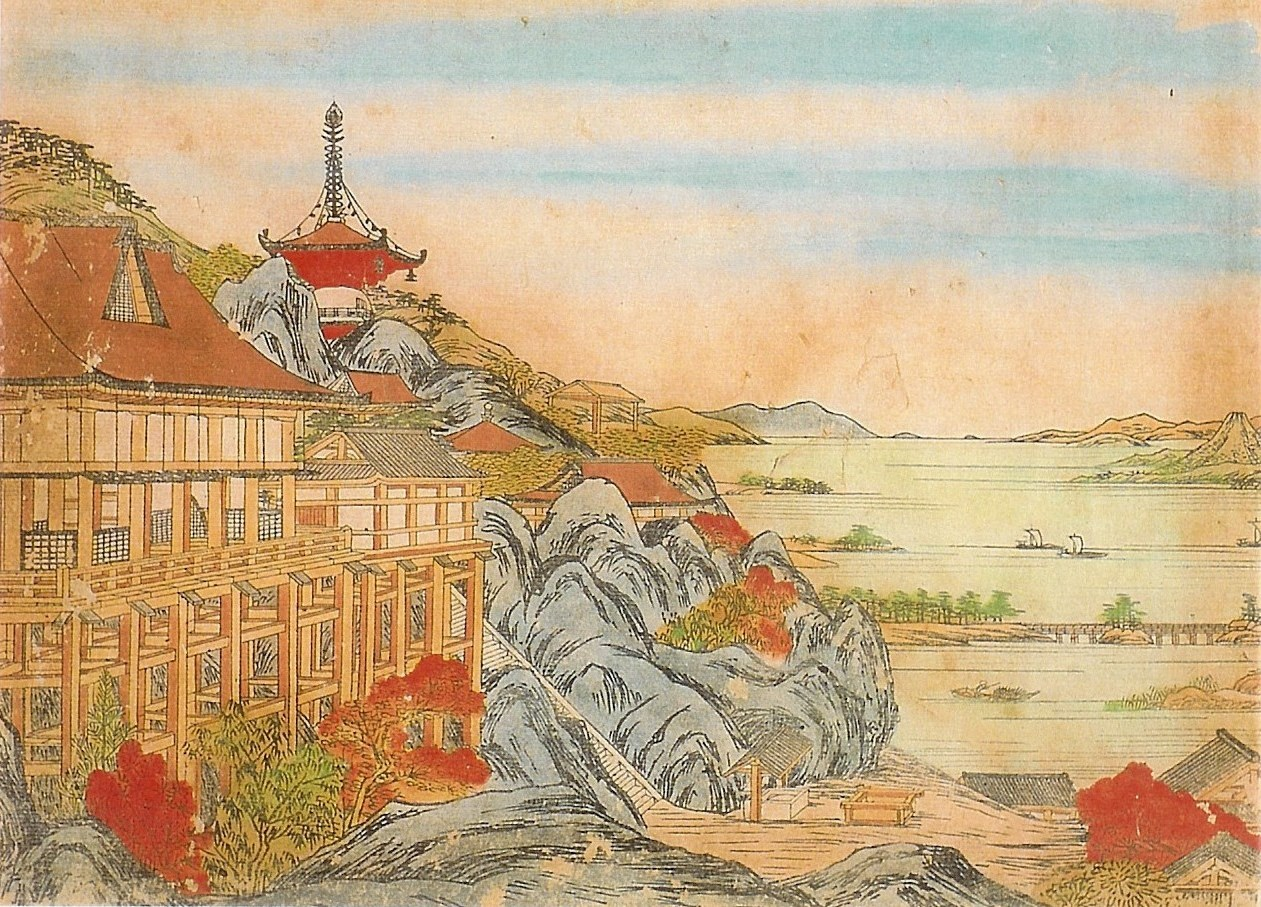
Ishiyama-dera
(Guckkasten-Bild)

Maruyama Ōkyo (japanisch 円山 応挙, eigentlich 圓山應擧; * 12. Juni 1733; † 31. August 1795) war ein japanischer Maler.

## Leben und Werk
Maruyama Ōkyo wurde in Anou (heutiges Kameoka, Präfektur Kyōto) geboren und ging in seiner Jugend nach Kyōto. Er begann seine künstlerische Karriere im Studio des Owariya Kanbei, wo er bewegliche Puppen dekorierte und westlich beeinflusste Perspektivbilder, so genannte uki-e, gestaltete. Durch eine zusätzliche Ausbildung beim Maler Ishida Yūtei (1721–1786) lernte Ōkyo im Stil der Tsuruzawa-Schule, eines Nebenzweiges der Kanō-Schule, und sicherte sich erste Aufträge hochstehender Persönlichkeiten aus der Aristokratie Kyōtos. Unter der langjährigen Patronage des Abtes Yūjō (1722–1773) im Tempel Enman'in in Ōtsu (heutige Präfektur Shiga) setzte sich Ōkyo mit Konzepten und Techniken chinesischer, japanischer und westlicher Kunst auseinander.
In seinen Bildern griff er auf den westlichen Naturalismus, Schatten- und Perspektivtechnik und östliche dekorative Gestaltungsmittel und Motivkonventionen zurück. In den letzten Lebensjahren zwischen 1785 und 1795 konzentrierte Ōkyo sich auf aufwändige Paneelmalereien in verschiedenen Tempeln wie dem Daijōji in Kasumi, dem Kongōji in seiner Heimatstadt Kameoka, oder der Residenz des Shintō-Schreins Kotohira-gū auf Shikoku.
Maruyama schuf auch eine Serie von Holzschnitten in westlicher Perspektive zur Betrachtung im Guckkasten. Die Serie ist in Schwarz und Grau gedruckt, wurde aber oft handkoloriert. Um bei Betrachtung im Guckkasten richtig zu erscheinen, sind die Blätter spiegelverkehrt gedruckt.
Er gilt als Begründer der Maruyama-Shijō-Schule, der unter anderem Matsumura Goshun (1752–1811), Nagasawa Rosetsu (1754–1799), Komai Genki (1747–1797), sein Sohn Ōzui (1766–1829) und Oku Bunmei (?–1813) angehörten. Ōkyo und die Maruyama-Shijō-Schule übten großen Einfluss auf die Entwicklung der Nihonga-Malerei des modernen Japan aus.

## Wichtige Werke
- Unryū-zu byōbu („Drachen in den Wolken“), 1773
- Tōka-zu byōbu („Glyzinien“), 1766 (Nezu-Museum, Tokyo)
- Yukimatsu-zu byōbu („Schnee auf Kiefern“) (Mitsui Memorial Museum, Tokyo), zum Nationalschatz (国宝, kokuhō) ernannt
- Mizu-nomi no Tora Zu („Wassertrinkender Tiger“), 1782, Otani Memorial Art Museums, Nishinomiya
- Yūko-zu („Tiger“), 1787 (Paneelmalereien im Kotohira-gū, Shikoku)
- Hatō-zu („Wellen“), 1788 (Paneelmalereien des Tempels Kongō-ji, zur Aufbewahrung im Nationalmuseum Tokyo)